# Yotsuba&!
Yotsuba&! (яп. よつばと!, Йоцуба то!) — манґа, написана та ілюстрована Адзумою Кійохіко, автором Azumanga Daioh. Виходить з січня 2003 року в щомісячних випусках журналу Dengeki Daioh видавництва ASCII Media Works, в минулому MediaWorks. Відтоді з розділів манги було зібрано та видано 15 томів танкобон. У манзі розповідається про пригоди дівчинки, на ім'я Йоцуба, що дізнається про світ навколо себе, під наглядом вітчима, сусідів та друзів. Кілька персонажів з Yotsuba&! раніше були зображені у ваншоті Адзуми, Try! Try! Try!. Назва манґи, «Йоцуба то», означає «Йоцуба та…». Більшість розділів манґи якраз і мають назву «Йоцуба та (щось)».
Ліцензію на випуск манґи англійською мовою отримала компанія ADV Manga, що випустила усього п'ять томів з 2005 по 2007 рік. Вихід шостого тому планувався на лютий 2008 року, втім він був відкладений на невизначений термін. На конвенції New York Comic Con у 2009 році, Yen Press оголосили, що отримали ліцензію на випуск манґи в Північній Америці. Вони перевипустили перші п'ять томів з новим перекладом, а також шостий том у вересні 2009 року, та продовжили випускати наступні томи.
Манґа отримала схвальні відгуки критиків і читачів завдяки художньому таланту Адзуми, його письменницькій майстерності, а також створенню та розвитку головного персонажа, за що манґа отримала численні нагороди та номінації.

## Сюжет
У центрі сюжету Койвай Йоцуба, п'ятирічна дівчинка, яка є енергійною, веселою, цікавою, дивною та чудернацькою настільки, що навіть її батько називає її незвичайною. На початку манґи вона не знає багатьох речей, які дитина її віку мала б знати — серед них дверні дзвінки, ескалатори, кондиціонери та навіть гойдалки на дитячому майданчику. Ця наївність є передумовою гумористичних історій, завдяки яким вона дізнається про повсякденні речі — і часто неправильно їх розуміє.
На початку манґи Йоцуба та її прийомний батько Койвай Юсуке переїжджають до нового міста. Їм допомагає найкращий друг Юсуке — напрочуд високий чоловік на ім'я Такеда Такасі на призвісько Джамбо. Йоцуба справляє сильне враження на трьох дочок сусідньої родини Аясе: Асагі, Фууку та Єну, після того, як Єна зустрічає Йоцубу, коли та намагається дізнатися, як працюють гойдалки. Більшість повсякденних дій і пригод Йоцуби виникають через взаємодію з цими персонажами та іншими, такими як подруга Асагі Торако, відома як Тигр (Тора).
Серіал не має вираженого послідовного сюжету, у центрі оповідань — щоденна подорож Йоцуби до відкриттів. Багато глав манґи розгортаються в послідовні дні, тому серіал майже буквально розповідає про повсякденне життя персонажів. Загальний тон можна підсумувати девізом, який використовується на титульних сторінках розділів і в рекламі: «Today is always the most enjoyable day» (яп. いつでも今日が、いちばん楽しい日, Itsudemo kyō ga, ichiban tanoshii hi, укр. «Сьогодні завжди найкращий день»), або в оригінальному перекладі «Насолоджуйся всім» (англ. Enjoy Everything).

## Створення
У 1998 році Адзума опублікував ван-шот-манґу та два вебкомікси під назвою Try! Try! Try!, в яких вперше з'явилися Йоцуба, її вітчим Юсуке, Єна, Фуука та Асагі. Персонажі ван-шота включно з Йоцубою майже не змінилися у Yotsuba&!, окрім Фууки, у якої змінився дизайн персонажу, а характер став більш бешкетним. Також автор змінив написання її імені.
Адзума розпочав роботу над Yotsuba&! через рік після закінчення своєї попередньої манґи Azumanga Daioh. У 2025 році у 16 томі манґи Yotsuba&! з'являється героїня з Azumanga Daioh — Касуґа «Осака» Аюму. Вона працює вчителькою початковою школи, в яку незабаром піде Йоцуба.

## Медіа

### Манґа
Манґа, створена Адзумоюю Кійохіко виходить у журналі сьонен-манґи Dengeki Daioh видавництва ASCII Media Works з березня 2003. Станом на квітень 2025 вийшло 16 танкобон-томів.
Манґа перекладена багатьма мовами. Англійською мовою Yotsuba&! спершу була видана ADV Manga. П'ять томів вийшли друком у період з 2005 по 2007 роки, після чого видавництво припинило ліцензію. Пізніше, нову ліцензію на видання манґи в Північній Америці придбала компанія Yen Press, яка перевидала перші п'ять томів і продовжила випуск серії з вересня 2009. Станом на квітень 2025 вийшло 14 танкобонів. В Малазії компанія Kadokawa Gempak Starz видала манґу двома мовами - англійською та малайською. У Франції манґу видає компанія Kurokawa, в Іспанії Norma Editorial, У Німеччині Tokyopop Germany, в Італії Dynit, у Швеції B. Wahlström, у Фінляндії Punainen jättiläinen, у Південній Кореї Daiwon C.I., на Тайвані Kadokawa Media, у В'єтнамі TVM Comics, у Польщі Kotori, в Індонезії Elex Media Komputindo та і Таїланді NED Comics.
Кожна з глав Yotsuba&! відбувається у певний, майже послідовний день. Вважається, що дія відбувається у 2003 році, за роком початку манґи. Але автор манґи зазначав, що події завжди відбуваються в сьогоденні. Через це, в манзі зустрічаються технології та пристрої, які з'явилися значно пізніше 2003 року. Наприклад, сучасні смартфони та IPhone, Nintendo DS та інші.

### Календар
З 2005 року щороку виходять місячний та щоденний календар за мотивами Yotsuba&!. Виключенням став тільки 2009 рік через завантажений графік Адзуми. У календарі за 2005 рік зображено Йоцубу, яка грає з різними тваринами, як-то леви, зебри та кенгуру. У виданнях за 2006, 2007, 2008 та 2010 роки увійшли фотографії, змінені таким чином, щоб відтворити, як Йоцуба грає з іншими дітьми або тягнеться до повітряної кульки. Автор фотографій Какута Міхо, автор малюнків Адзума Кійохіко. Щоденні календарі містять уривки з манґи та оригінальні малюнки з підписами. Також до них може входити додатковий матеріал. Наприклад, видання за 2006 рік містило гру сіріторі. Щоденні календарі йдуть з квітня по березень, відповідно до японського навчального року, а не календарного.

### Музичні альбоми
За мотивами Yotsuba&! вийшло два музичних інструментальних «image» альбомів. Музика покликана викликати уявлення про події, описані в назвах треків. Композитором обох альбомів став Куріхара Масакі, а виконавцем є оркестр Kuricorder Pops Orchestra, які також працювали разом над саундтреком до аніме Azumanga Daioh.
- Перший альбом Yotsuba&♪ вийшов у квітні 2005 і слідує за Йоцубою протягом типового дня[33].
- Другий альбом Yotsuba&♪ Music Suite (General Winter) вийшов у листопаді 2006 і присвячений зимовому періоду, включно зі святкуванням Різдва та Нового року[34]. «Генерал Зима» (яп. 冬将軍, Fuyu Shōgun) це персоніфікація суворої зими, яка схожа на Джека Фроста.